# Tokyo Fiancée
Pour plus de détails, voir Fiche technique et Distribution.
Tokyo Fiancée est un film belge réalisé par Stefan Liberski, adapté du roman d'Amélie Nothomb Ni d'Ève ni d'Adam et sorti en 2014.

## Synopsis
Pour Amélie, 20 ans, le retour au Japon natal coïncide avec la rencontre de Rinri, jeune étudiant japonais qui va devenir son amant. La culture japonaise va aider Amélie à se découvrir et à se transformer...

## Fiche technique
Sauf indication contraire, les informations mentionnées dans cette section peuvent être confirmées par la base de données cinématographiques Unifrance,  présente dans la section « Liens externes ».
- Titre original : Tokyo Fiancée
- Réalisation : Stefan Liberski
- Scénario : Stefan Liberski, d'après le roman Ni d'Ève ni d'Adam d'Amélie Nothomb
- Photographie : Hichame Alaouié
- Montage : Frédérique Broos
- Chef décorateur : Laurie Colson
- Effets visuels : Alchemy 24
- Postproduction : Technicolor Services Créatifs
- Maquillage : Elodie Liénard
- Musique : Casimir Liberski (en)
- Costumes : Claire Dubien
- Budget : 3,12M€[1]
- Producteurs : Jacques-Henri Bronckart, Olivier Bronckart, Richard Lalonde, Sylvie Pialat
- Sociétés de production : Versus Production, Les films du Worso, Forum Films, Belgacom, RTBF
- Soutien à la production : Centre du Cinéma et de l'Audiovisuel de la Communauté Française de Belgique, Fédération Wallonie-Bruxelles, VOO, région Wallonie, Inver Invest, Tax shelter, SODEC, Téléfilm Canada, Technicolor Creative Services Montreal, Canal +, Ciné +, O'Brother Distribution, Axia Films, Kyoudai Box, Programme MEDIA de l'Union européenne, Wallimage
- Société de distribution : Films Distribution
- Pays de production :  Belgique,  France,  Canada
- Langues de tournage : français, japonais, anglais
- Genre : Comédie dramatique et romance
- Durée : 100 minutes
- Dates de sortie :
  - Canada : 7 septembre 2014 (Toronto 2014)
  - Belgique : 3 octobre 2014 (Namur 2014) ; 8 octobre 2014 (en salles)
  - France : 4 mars 2015

## Distribution
- Pauline Étienne : Amélie Nothomb
- Taichi Inoue : Rinri
- Julie Le Breton : Christine
- Alice de Lencquesaing : Yasmine
- Akimi Ōta : Hara
- Hiroki Kageyama : Hiroki
- Tokio Yokoi : le père de Rinri
- Hiromi Asai : la mère de Rinri
- Shinnosuke Kasahara : Yoshi
- Masaki Watanabe : Masa
- Miho Suzuki : Rika

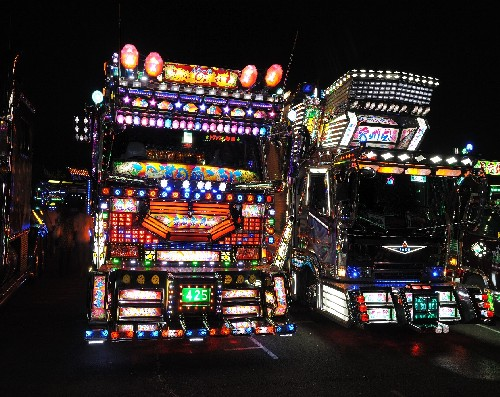
Deux dekotora, semblables à ceux d'une séquence du film.

- Tan Win : un étudiant japonais (non crédité)
- Yasunari Kondō

## Autour du film
- Le film est tourné entièrement au Japon, principalement à Tokyo (notamment au mythique Shibuya Crossing) et à Osaka où sont tournées les séquences théâtrales.
- La version acoustique de la chanson Big in Japan entendue dans le film (originellement écrite par le groupe allemand Alphaville) émane de la chanteuse suédoise Ane Brun. Cette version a connu un grand succès commercial international.

## Exploitation en salles
Les données ci-dessous proviennent de l'Observatoire européen de l'audiovisuel. Exploitation européenne : 114 104 entrées.  
| Pays      | Distributeur           | Date de sortie | Box-office |
| --------- | ---------------------- | -------------- | ---------- |
| Belgique  | O'Brother Distribution | 08/10/2014     | 12 500     |
| Russie    | PROvzglyad             | 16/07/2015     | 20 674     |
| France    | Eurozoom               | 04/03/2015     | 67 967     |
| Italie    | Fil Rouge Media        | 28/05/2015     | 12 963     |
| Hong Kong | CineHub                | NC             | NC         |
| Taïwan    | Maison Motion          | NC             | NC         |